# العويجاء (القبيطة)

تعديل مصدري - تعديل

العويجاء هي إحدى قرى عزلة كرش بمديرية القبيطة التابعة لمحافظة لحج، بلغ تعداد سكانها 128 نسمة حسب تعداد اليمن لعام 2004.